# Giorgi Sardalashvili
Giorgi Sardalashvili, (en géorgien : გიორგი სარდალაშვილი), né le 26 mai 2003, est un judoka géorgien qui évolue dans la catégorie des moins de 60 kg. En 2024, il devient champion du monde des super-légers.

## Biographie
Après avoir terminé deuxième aux championnats d'Europe juniors en 2021, il remporte les Championnats du monde juniors à Olbia. L'année suivante, il s'incline en finale des championnats du monde juniors qui ont lieu en août à Guayaquil face au Japonais Taiki Nakamura. En octobre 2022, Saradalashvili remporte son premier tournoi de judo du Grand Chelem à Abu Dhabi, en battant le judoka taïwanais Yang Yung-wei en finale.
Aux Championnats du monde 2023 à Doha, Sardalashvili perd contre l'Espagnol Francisco Garrigós en quarts de finale ; en repêchage, il s'impose successivement face à Serikbayev et Verstraeten pour gagner la médaille de bronze. Dans le circuit des tournois du grand chelem 2023, il n'atteint pas les phases finales.
En mars 2024, il atteint la finale du Grand Chelem à Tachkent, battu par l'Ouzbek Doston Ruziev. Deux mois après, il participe aux championnats du monde à Abu Dhabi où il décroche un titre mondial à 20 ans après ses victoires face au Japonais Taiki Nakamura et au Taïwanais Yang Yung-wei.

## Palmarès

### Compétitions internationales
| Année | Compétition           | Lieu      | Résultat | Catégorie      |
| ----- | --------------------- | --------- | -------- | -------------- |
| 2023  | Championnats du monde | Doha      | 3e       | Moins de 60 kg |
| 2024  | Championnats du monde | Abou Dabi | 1er      | Moins de 60 kg |
| 2025  | Championnats d'Europe | Podgorica | 1er      | Moins de 60 kg |

### Masters mondial, Tournois Grand Chelem et Grand Prix
| Année | Compétition  | Lieu      | Résultat | Catégorie      |
| ----- | ------------ | --------- | -------- | -------------- |
| 2022  | Grand Chelem | Tbilissi  | 2e       | Moins de 60 kg |
| 2022  | Grand Prix   | Zagreb    | 3e       | Moins de 60 kg |
| 2022  | Grand Chelem | Abou Dabi | 1er      | Moins de 60 kg |
| 2023  | Grand Chelem | Tbilissi  | 2e       | Moins de 60 kg |
| 2024  | Grand Chelem | Tachkent  | 2e       | Moins de 60 kg |